# Viano
Viano est une commune italienne de la province de Reggio d'Émilie, dans la région Émilie-Romagne.

## Administration
| Période                                  | Période | Identité | Étiquette | Qualité |
| ---------------------------------------- | ------- | -------- | --------- | ------- |
|                                          |         |          |           |         |
| Les données manquantes sont à compléter. |         |          |           |         |

### Hameaux
Benale, Ca' Bertacchi, Ca' de' Pazzi, Ca' Grassi, Caldiano, Casola Querciola, Cavazzone, Fagiano, Fondiano, Mamorra, Predale, Prediera, Pulpiano, Regnano, Serra, Spesse, Tabiano, Tramalla.

### Communes limitrophes
Albinea, Baiso, Carpineti, Casina, Castellarano, Scandiano, Vezzano sul Crostolo.